# Muzeul Memorial „Alexandru Vlahuță”
Muzeul Memorial „Alexandru Vlahuță” este un muzeu județean din Dragosloveni. Aici și-a petrecut Alexandru Vlahuță (1858 - 1919) câțiva ani din viață, până în 1916, an în care obligat de înaintarea frontului se refugiază cu o parte din agoniseala de o viață la Bârlad. În scurtul răstimp al șederii lui Vlahuță la Dragosloveni mulți dintre cei mai mari scriitori români au fost oaspeții acestei case. Aici s-au întâlnit cei trei prieteni: Caragiale, Delavrancea și Vlahuță. Casa memorială a fost amenajată și inaugurată în anul 1958, cu ocazia sărbătoririi centenarului nașterii scriitorului. În câteva camere, la parter și etaj, s-a reconstituit atmosfera specifică epocii: mobilier, cărți din biblioteca proprie, reviste ale vremii, câteva obiecte ce au aparținut scriitorului. În plus, se oferă vizitatorului o succintă prezentare a vieții și activității marelui dispărut.
Clădirea muzeului este declarată monument istoric, având codul VN-IV-m-A-06618. 